# Armata perduta di Cambise

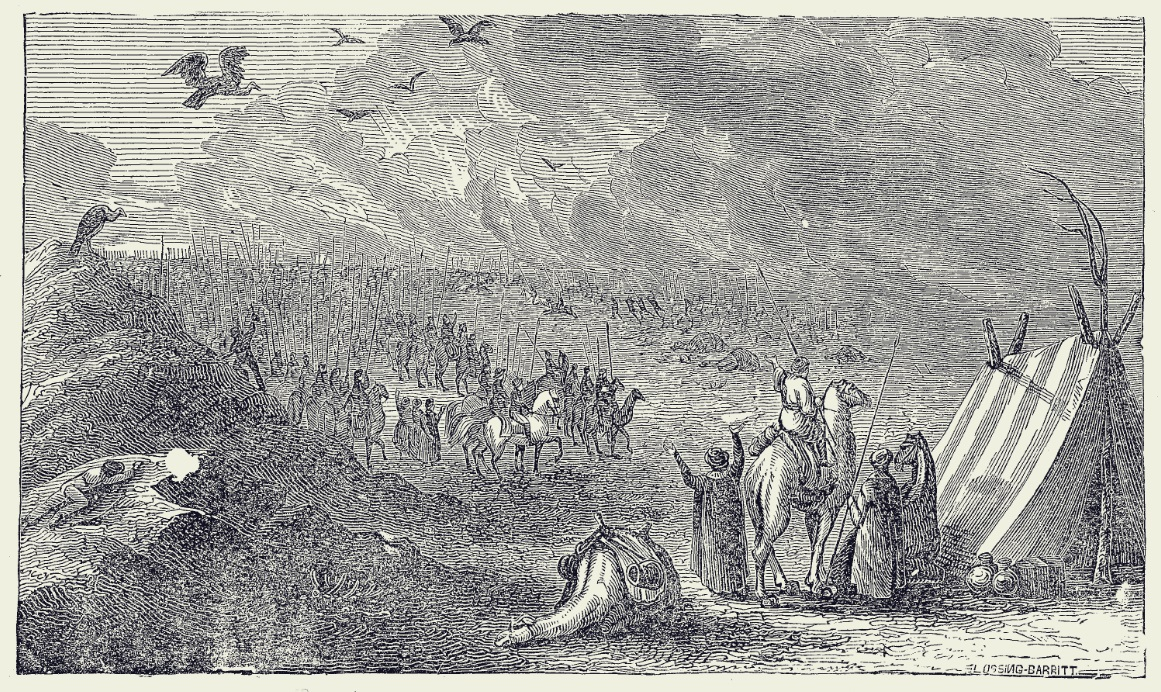
L'armata perduta di Cambise in un'incisione del XIX secolo

Col termine di Armata perduta di Cambise lo storico greco Erodoto indica un disastro militare occorso all'Impero Persiano nel 524 a.C., durante l'occupazione militare dell'Egitto antico guidata da Cambise II. Erodoto si limita a riportare nella sua opera quanto appreso durante il suo viaggio in Egitto circa un'ottantina d'anni dopo il verificarsi dei fatti. Recentemente, alcune scoperte archeologiche nel Deserto Occidentale egiziano compiute dagli archeologi italiani Angelo e Alfredo Castiglioni sembrano confermare la versione dei fatti tramandata dallo storico greco.
L’armata perduta di Cambise viene citata e fa parte di una delle missioni secondarie del videogioco Assassin’s Creed Origins

## La conquista persiana dell'Egitto
L'Egitto stava progressivamente decadendo al rango di potenza secondaria, estromesso fin dal 609 a.C. (data della sconfitta patita ad opera di Nabucodonosor II presso Carchemish, nell'attuale Turchia meridionale) dallo scacchiere mediorientale, quando Ciro il Grande, il primo re della dinastia degli Achemenidi iniziò ad annettere alla Persia tutti i regni limitrofi, tra il 550 a.C. ed il 538 a.C.. Nel 525 a.C. l'Egitto stesso venne invaso ed annesso all'Impero persiano dopo la battaglia di Pelusio. Resisteva un'unica armata egizia, forte della posizione strategica, nell'oasi di Siwa, posta a circa 1.000 Km dalle città della valle del Nilo, in pieno deserto occidentale, presso il confine con l'odierna Libia. L'oasi, tuttora ricca d'acqua e di palmeti da datteri, forniva cibo ed acqua sufficienti per una resistenza pressoché a tempo indeterminato in caso d'assedio.
Erodoto cita anche altri due motivi che indussero i Persiani a marciare contro la città di Siwa, ovvero il fatto che l'oracolo del dio Amon avesse predetto la morte imminente del re persiano Cambise, reo di aver profanato i sacri templi di Menfi (la città oppose strenua resistenza ai persiani grazie al valore dei mercenari greci ivi stanziati), ma - più probabilmente - perché tale città era una tappa obbligata della carovaniera che da Cirene portava in Asia il Silfio, una specie ora estinta, a causa dell'eccessiva raccolta, di finocchio selvatico che cresceva unicamente in Cirenaica e che era venduta letteralmente "a peso d'oro" al mercato di Arae Philaenorum (in greco, Φιλαίνων Βωμοί), sulla costa del Mediterraneo presso l'attuale città libica di Ras el Aàli, 40 km ad ovest di El Agheila.
Un altro emporio in cui il prezioso vegetale trovava commercio, a metà strada tra Cirene ed Ammon, era Paretonio (in latino Paraetonium ed in greco Παραιτόνιον), identificabile con le rovine di Hîtet-Abu-Chenab presso Marsa Matruh sulla costa mediterranea dell'odierno Egitto. Va tenuto in debita considerazione anche il fatto che il re di Cirene, Arcesilao III, si era prontamente schierato dalla parte di Cambise al momento della rotta dell'esercito egizio a Pelusio.

## Il piano strategico persiano
La storia dell'armata scomparsa di Cambise venne raccolta da Erodoto un'ottantina di anni dopo la tragedia. Lo storico stesso afferma di non aver riscontri per convalidare o confutare quanto raccontatogli dagli indigeni. Il re persiano Cambise II, figlio di Ciro il Grande, portò il suo esercito in Egitto nel 525 a.C. e sconfisse il faraone Psammetico III nella battaglia di Pelusio. Conquistata la capitale egizia Tebe, divise il suo esercito in due tronconi: uno, di circa 30 000 uomini, si diresse verso sud con l'obiettivo di sottomettere gli Etiopi del Regno di Kush (Nubia, nell'attuale Sudan settentrionale); l'altro, forte di 50 000 uomini selezionati, persiani, fenici e greci, penetrò nel deserto occidentale per raggiungere l'oasi di Siwa, distante 880 chilometri, dove si trovava l'oracolo di Zeus Ammon. La traversata del deserto venne appositamente concepita per prendere di sorpresa le truppe egizie del presidio di Siwa, che s'aspettavano un attacco frontale portato dai Persiani lungo la più comoda rotta che costeggiava il mar Mediterraneo.
Entrambe le spedizioni militari naufragarono.
L'armata che scendeva verso la Nubia venne falcidiata dalla malaria e dalla dissenteria tra Napata e Meroe ed i pochi superstiti fecero ritorno ad Elefantina. L'armata che risaliva verso Siwa, in séguito ad errati rilevamenti delle distanze da coprire, data la scarsa possibilità di rifornimenti, a metà percorso si trovò a corto d'acqua ed i generali dovettero decidere di raggiungere Siwa attraversando una delle zone più aride dell'intero Sahara, senza l'ausilio indispensabile delle guide indigene, ma sopraggiunse il khamsin, un vento ciclico e stagionale che compare per lunghi periodi di tempo tra il tardo inverno e l'inizio estate (tra aprile e giugno la frequenza più alta) che solleva enormi tempeste di polvere, disidratando i corpi e facendo perdere l'orientamento.
Da questo disastro non vi furono superstiti. Nel 2000 una missione archeologica italo - egiziana ha ritrovato del tutto fortuitamente nella località di El-Bahr El-Aazam alcuni reperti che sembrano esser appartenuti ad un esercito orientale (lo stesso Khamsin ha portato allo scoperto alcune spade di bronzo, coltelli di ferro, punte di freccia in bronzo, uno scudo e un braccialetto d'argento che il clima estremamente arido ha perfettamente conservato e diversi scheletri umani).

## Il probabile percorso dell'armata
Partita da Tebe nel tardo inverno del 525 a.C. - racconta Erodoto - l'armata composta da 50 000 uomini di diverse etnie mediorientali, greci, egiziani e mercenari di varia provenienza raggiunse, dopo sette giorni di marcia e per un totale di 180 Km, una non meglio precisata oasi ad occidente (assai verosimilmente l'oasi di Kharga, la più vicina a Tebe nonché l'oasi più estesa e più importante del Deserto Occidentale, che Erodoto chiama l'"Isola dei Beati"). L'esercito si diresse poi a nord, seguendo guide della tribù dei Garamanti, puntando per il vasto altopiano del Gilf El Kebir, passando attraverso il Wadi Abd el Malik per arrivare a Siwa da sud. Erodoto cita alternativamente una città di nome "Oasi" ed un'altra nota col nome di "Isola dei Beati", entrambe collocate nel territorio dei Sami, territorio coperto da deserto di tipo sabbioso. Con ogni probabilità entrambe le denominazioni indicano l'unica entità, ovvero l'oasi di Kharga. La scelta del percorso è la più logica in termini di risparmio di tempo di percorrenza e di chilometraggio, ma è la più pericolosa in termini di logistica in quanto impone l'abbandono di tutte le oasi presenti (eccezion fatta per la mitica Zerzura) per addentrarsi verso la desolazione che regna all'attuale confine tra Egitto, Libia, Ciad e Sudan, nell'area nota come "Gran mare di sabbia". Alternativamente, un percorso più agevole, anche se più lungo, porta di volta in volta a sostare in alcune oasi per il rifornimento di cibo ed acqua, l'oasi di Dakhla e l'oasi di Farafra.
In questo secondo itinerario, l'area sprovvista completamente di acqua si riduce notevolmente, ma tra Farafra e Siwa non esistono altre oasi. In quest'area, nel 1821 l'esploratore italiano Giovanni Belzoni scoprì dei sepolcri a forma di parallelogrammi, circa una trentina, contenenti scheletri. Nel 1917, poco distante, l'esploratore tedesco Hansjoachim von der Esch scoprì, nella zona più desolata del deserto, a circa 85 Km in direzione sud - est rispetto a Siwa, una serie di alumat, segnali di pietra posti per identificare piste non battute dalle carovane. In tutti i casi, le guide locali evitano, per via dell'eccessiva aridità e delle temperature diurne assai elevate (40 - 50 °C), di transitare in quell'area. Il calcolo dell'approvvigionamento idrico giornaliero (cibo escluso, quindi) è di circa 40.000 litri d'acqua, bastante per uomini ed animali, che diventano, per i 10 giorni di marcia tra Farafra e Siwa, non meno di 400 tonnellate d'acqua.
Secondo il racconto di Erodoto, "transitata l'armata dall'oasi (di Kharga), di essa nessuno seppe più alcunché, ma quando aveva ormai percorso circa la metà del tragitto che la divideva dalla meta (Siwa), mentre erano intenti gl'uomini al pasto (pranzo), soffiò contro di loro un vento del sud insolitamente impetuoso e trascinando vortici di sabbia li seppellì, ed essi scomparvero in questo modo. Gli Ammonii dicono che questo è avvenuto di tale spedizione". È indubbio che l'armata abbia potuto attraversare la parte ciottolosa e rocciosa del deserto, ma non è certo che sia riuscita ad attraversare l'ultima porzione di deserto, quello sabbioso.

## Il destino finale della spedizione
Se l'attraversamento del deserto roccioso e ciottoloso non pone soverchie difficoltà, eccezion fatta per le roventi temperature, l'addentrarsi in un deserto sabbioso è alquanto più pericoloso. La pressoché totale mancanza di punti di riferimento, in un'era in cui non si conosceva ancora la bussola poteva far perdere facilmente la direzione. Inoltre, uomini ed animali erano esausti per il percorso fin lì effettuato. Le decisioni possibili erano: tornare indietro all'oasi di Farafra (il che equivaleva ad una condanna a morte per viltà una volta ritornati in patria), aggirare l'ostacolo (allungando notevolmente il percorso col problema di rimanere senz'acqua), puntare sulle oasi ad oriente (ma l'acqua salmastra ivi presente era imbevibile), oppure trovare il percorso più agevole e - se possibile - più breve tra le dune per proseguire oltre fino al raggiungimento dell'obiettivo, posto a 30 – 50 km di distanza. Con ogni probabilità, le guide si dileguarono, essendo ben nota la caratteristica infedeltà dei Garamanti, per cui - quasi certamente - furono inviati esploratori per "saggiare il terreno", ovvero mappando le zone di più facile transito.
Questo potrebbero testimoniare gli alamat di segnalazione ritrovati dagli esploratori, tutti rivolti verso Siwa in modo assai sospetto. Il problema è che le dune si comportano come le slavine e come le onde quando soffia il vento, e si spostano in modo imprevedibile coprendo i sentieri mappati e disorientando ancor più gli esploratori. Inoltre, queste dune raggiungono l'impressionante altezza di 200 - 300 metri. Con ogni probabilità, entrata che fu tra le dune, nel percorso che gli esploratori avevano da poco mappato, all'ora di pranzo l'armata sostò proprio mentre si mise a soffiare il Khamsin, con conseguente sincope per collasso cardiovascolare ed insufficienza renale, tanto più se debilitata da quasi 1.000 km di marce forzate nell'aridità di un deserto. La tempesta di sabbia seppellì tutto e tutti e spostò le dune sopra i resti dell'armata a mo' d'epitaffio.

## In musica
Nel 2016 il cantautore italiano Murubutu, nell'album "L'uomo che viaggiava nel vento (ed altri racconti di brezze e correnti)", ha interpretato un proprio brano ripercorrendo i fatti storici descritti da Erodoto